# ATP-toernooi van Montréal/Toronto
Het ATP-toernooi van Montréal/Toronto is een jaarlijks terugkerend tennistoernooi dat afwisselend wordt georganiseerd in de Canadese steden Montréal en Toronto. De officiële naam van het toernooi is de National Bank Open. De geschiedenis van het toernooi gaat terug tot 1881. Alleen het tennistoernooi van Wimbledon heeft een langere geschiedenis. De US Open werd in 1881 ook voor het eerst georganiseerd.
Het toernooi, waarvan de wedstrijden worden gespeeld op hardcourtbanen, valt in de hoogste categorie van de ATP, de "ATP World Tour 1000". In even kalenderjaren wordt het toernooi georganiseerd in Montréal, in oneven kalenderjaren in Toronto. De verdeling was tot en met 2019 omgekeerd, vanwege de vanwege corona afgelaste editie van 2020 wordt er vanaf 2021 in de oneven jaren in Toronto gespeeld.
In dezelfde week spelen ook de vrouwen om de Rogers Cup. Wanneer de mannen in Toronto spelen, spelen de vrouwen in Montréal en andersom.
De Nederlander Tom Okker wist het toernooi te winnen in 1973, twee jaar hiervoor wist hij al de finale te halen. Paul Haarhuis wist het dubbeltoernooi samen met Patrick Galbraith te winnen in 1996.

## Finales

### Enkelspel
| Datum             | Naam                   | Categorie              | ($)           | Ondergrond        | Winnaar                                | Verliezend finalist                    | Uitslag                                |                                        |
| ----------------- | ---------------------- | ---------------------- | ------------- | ----------------- | -------------------------------------- | -------------------------------------- | -------------------------------------- | -------------------------------------- |
| 1881              |                        |                        |               | Gras, buiten      | J.F. Hellmuth                          | Isidore F. Hellmuth                    | 6-2, 6-2                               |                                        |
| 1882              |                        |                        |               | Gras, buiten      | H.D. Gamble                            | Isidore F. Hellmuth                    | 6-2, 6-3, 6-2                          |                                        |
| 1883              |                        |                        |               | Gras, buiten      | M. Farnum                              | Charles S. Hyman                       | 6-3, 6-3, 0-6, 6-0                     |                                        |
| 1884              |                        |                        |               | Gras, buiten      | C.S. Hyman (1)                         | Alexander C. Galt                      | 8-6, 6-8, 4-6, 6-4, 6-2                |                                        |
| 1885              |                        |                        |               | Gras, buiten      | J.S. Clark                             | Isidore F. Hellmuth                    | 6-3, 3-6, 6-1, 6-2                     |                                        |
| 1886              |                        |                        |               | Gras, buiten      | C.S. Hyman (2)                         | Isidore F. Hellmuth                    | 6-4, 6-4, 1-6, 4-6, 6-4                |                                        |
| 1887              |                        |                        |               | Gras, buiten      | C.S. Hyman (3)                         | Lawrence H. Baldwin                    | 6-0, 6-3, 6-3                          |                                        |
| 1888              |                        |                        |               | Gras, buiten      | C.S. Hyman (4)                         | R.S. Wood                              | 7-5, 8-6, 6-4                          |                                        |
| 1889              |                        |                        |               | Gras, buiten      | C.S. Hyman (5)                         | Andrew E. Plummer                      | 6-4, 7-5, 6-4                          |                                        |
| 1890              |                        |                        |               | Gras, buiten      | E.C. Tanner                            | Oliver R. Macklem                      | 6-4, 6-3, 6-2                          |                                        |
| 1891              |                        |                        |               | Gravel, buiten    | F.S. Mansfield                         | Edward E. Tanner                       | 6-1, 6-1, 6-1                          |                                        |
| 1892              |                        |                        |               | Gravel, buiten    | F.H. Hovey                             | Henry G. Bixby                         | 6-2, 6-0, 1-6, 6-1                     |                                        |
| 1893              |                        |                        |               | Gravel, buiten    | H.E. Avery                             | Henry Gordon Mackenzie                 | 4-6, 4-6, 6-3, 6-1, 6-3                |                                        |
| 1894              |                        |                        |               | Gravel, buiten    | R.W.P. Matthews                        | Harry E. Avery                         | 3-6, 6-0, 2-6, 6-4, 6-2                |                                        |
| 1895              |                        |                        |               | Gravel, buiten    | William Larned (1)                     | Arthur E. Foote                        | 6-1, 6-4, 6-2                          |                                        |
| 1896              |                        |                        |               | Gravel, buiten    | R.D. Wrenn                             | Edwin P. Fischer                       | 6-1, 6-3, 7-5                          |                                        |
| 1897              |                        |                        |               | Gravel, buiten    | L.E. Ware (1)                          | Edwin P. Fischer                       | 8-6, 6-1, 6-3                          |                                        |
| 1898              |                        |                        |               | Gravel, buiten    | L.E. Ware (2)                          | Malcolm Whitman                        | 6-8, 6-2, 6-4, 6-2                     |                                        |
| 1899              |                        |                        |               | Gravel, buiten    | M.D. Whitman (1)                       | Leo Ware                               | 6-2, 6-3, 6-4                          |                                        |
| 1900              |                        |                        |               | Gravel, buiten    | M.D. Whitman (2)                       | William Larned                         | 7-5, 3-6, 6-3, 1-6, 7-5                |                                        |
| 1901              |                        |                        |               | Gravel, buiten    | William Larned (2)                     | Beals Wright                           | 6-4, 6-4, 6-2                          |                                        |
| 1902              |                        |                        |               | Gravel, buiten    | Beals Wright (1)                       | Irving Wright                          | 6-3, 6-3, 3-6, 6-1                     |                                        |
| 1903              |                        |                        |               | Gravel, buiten    | Beals Wright (2)                       | Edgar Leonard                          | 8-6, 6-3, 6-4                          |                                        |
| 1904              |                        |                        |               | Gravel, buiten    | Beals Wright (3)                       | Louis H. Waidner                       | 6-1, 6-2, 6-3                          |                                        |
| 1905              |                        |                        |               | Gravel, buiten    | I.C. Wright (1)                        | B.M. Stewart                           | 13-11, 8-6, 6-4                        |                                        |
| 1906              |                        |                        |               | Gravel, buiten    | I.C. Wright (2)                        | Edwin P. Fischer                       |                                        |                                        |
| 1907              |                        |                        |               | Gravel, buiten    | J.F. Foulkes (1)                       | Ralph Burns                            | 6-3, 6-8, 6-3, 6-4                     |                                        |
| 1908              |                        |                        |               | Gravel, buiten    | T.Y. Sherwell (1)                      | James F. Foulkes                       | 6-4, 6-1, 6-2                          |                                        |
| 1909              |                        |                        |               | Gravel, buiten    | J.F. Foulkes (2)                       | James F. Foulkes                       |                                        |                                        |
| 1910              |                        |                        |               | Gravel, buiten    | J.F. Foulkes (3)                       | Robert Baird                           | 2-6, 6-1, 6-2, 4-6, 6-2                |                                        |
| 1911              |                        |                        |               | Gravel, buiten    | B.P. Schwengers (1)                    | Bernard P. Schwengers                  |                                        |                                        |
| 1912              |                        |                        |               | Gravel, buiten    | B.P. Schwengers (2)                    | Joseph C. Tyler                        | 6-2, 3-6, 6-3, 7-5                     |                                        |
| 1913              |                        |                        |               | Gravel, buiten    | R. Baird                               | Ralph Burns                            | 6-2, 6-0, 4-6, 6-1                     |                                        |
| 1914              |                        |                        |               | Gravel, buiten    | T.Y. Sherwell (2)                      | Robert Baird                           | 4-6, 6-3, 8-6, 6-3                     |                                        |
| 1915-18           | Niet gehouden          | Niet gehouden          | Niet gehouden | Niet gehouden     | Niet gehouden                          | Niet gehouden                          | Niet gehouden                          | Niet gehouden                          |
| 1919              |                        |                        |               | Gravel, buiten    | Seiichiro Kashio                       | Walter Wesbrook                        | 3-6, 6-3, 6-1, 11-9                    |                                        |
| 1920              |                        |                        |               | Gravel, buiten    | Paul Bennett                           | William LeRoy Rennie                   | 6-3, 7-5, 6-4                          |                                        |
| 1921              |                        |                        |               | Gravel, buiten    | Wallace J. Bates                       | Edmund Levy                            | 4-6, 6-4, 6-2, 6-3                     |                                        |
| 1922              |                        |                        |               | Gravel, buiten    | Frank Anderson                         | Robert Baird                           | 6-3, 6-4, 6-3                          |                                        |
| 1923              |                        |                        |               | Gravel, buiten    | W. LeRoy Rennie                        | W.H. Richards                          | 6-2, 6-3, 6-3                          |                                        |
| 1924              |                        |                        |               | Gravel, buiten    | George Lott                            | Cyril Andrewes                         | 6-3, 7-5, 6-1                          |                                        |
| 1925              |                        |                        |               | Gravel, buiten    | Williard Crocker                       | Wallace Scott                          | 4-6, 9-7, 18-16, 6-2                   |                                        |
| 1926              |                        |                        |               | Gravel, buiten    | Leon de Turenne                        | Wallace Scott                          | 6-4, 6-3, 6-0                          |                                        |
| 1927              |                        |                        |               | Gravel, buiten    | Jack Wright (1)                        | Leon De Turenne                        | 7-5, 8-6, 6-3                          |                                        |
| 1928              |                        |                        |               | Gravel, buiten    | Wilmer Allison                         | John Van Ryn                           | 6-2, 6-4, 6-3                          |                                        |
| 1929              |                        |                        |               | Gravel, buiten    | Jack Wright (2)                        | Frank Shields                          | 6-4, 6-4, 1-6, 7-5                     |                                        |
| 1930              |                        |                        |               | Gravel, buiten    | G. Lyttleton Rogers                    | Gilbert Nunns                          | 6-4, 8-6, 6-8, 9-7                     |                                        |
| 1931              |                        |                        |               | Gravel, buiten    | Jack Wright (3)                        | Gilbert Nunns                          | 6-3, 6-4, 6-2                          |                                        |
| 1932              |                        |                        |               | Gravel, buiten    | Frank Parker (1)                       | George Lott                            | 2-6, 6-1, 7-5, 6-2                     |                                        |
| 1933              |                        |                        |               | Gravel, buiten    | John Murio                             | Walter Martin                          | 6-3, 4-6, 4-6, 6-2, 6-2                |                                        |
| 1934              |                        |                        |               | Gravel, buiten    | Marcel Rainville                       | Hal Surface                            | 6-4, 7-5, 6-0                          |                                        |
| 1935              |                        |                        |               | Gravel, buiten    | Eugene Smith                           | Richard Bennett                        | 8-6, 6-2, 7-5                          |                                        |
| 1936              |                        |                        |               | Gravel, buiten    | Jack Tidball                           | John Murio                             | 8-6, 6-2, 6-2                          |                                        |
| 1937              |                        |                        |               | Gravel, buiten    | Walter Senior                          | Robert Murray                          | 2-6, 6-2, 6-3, 3-6, 6-2                |                                        |
| 1938              |                        |                        |               | Gravel, buiten    | Frank Parker (2)                       | Wilmer Allison                         | 6-2, 6-2, 9-7                          |                                        |
| 1939              |                        |                        |               | Gravel, buiten    | P. Morley Lewis (1)                    | Robert Madden                          | 6-2, 6-2, 6-3                          |                                        |
| 1940              |                        |                        |               | Gravel, buiten    | Don McDiarmid                          | Lewis Duff                             | 6-1, 7-5, 6-2                          |                                        |
| 1941-45           | Niet gehouden          | Niet gehouden          | Niet gehouden | Niet gehouden     | Niet gehouden                          | Niet gehouden                          | Niet gehouden                          | Niet gehouden                          |
| 1946              |                        |                        |               | Gravel, buiten    | P. Morley Lewis (2)                    | Donald McDiarmid                       | 2-6, 8-6, 6-4, 6-4                     |                                        |
| 1947              |                        |                        |               | Gravel, buiten    | Jimmy Evert                            | Emery Neale                            | 2-6, 6-3, 5-7, 6-1, 6-2                |                                        |
| 1948              |                        |                        |               | Gravel, buiten    | William Tully                          | Henri Rochon                           | 6-4, 7-5, 6-0                          |                                        |
| 1949              |                        |                        |               | Gravel, buiten    | Henri Rochon                           | Lorne Main                             | 6-3, 6-4, 4-6, 6-2                     |                                        |
| 1950              |                        |                        |               | Gravel, buiten    | Brendan Macken                         | Henri Rochon                           | 6-0, 6-0, 6-3                          |                                        |
| 1951              |                        |                        |               | Gravel, buiten    | Tony Vincent                           | Seymour Greenberg                      | 7-9, 7-5, 7-5, 6-2                     |                                        |
| 1952              |                        |                        |               | Gravel, buiten    | Dick Savitt                            | Kurt Nielsen                           | 6-1, 6-0, 6-1                          |                                        |
| 1953              |                        |                        |               | Gravel, buiten    | Mervyn Rose                            | Rex Hartwig                            | 6-3, 6-4, 6-2                          |                                        |
| 1954              |                        |                        |               | Gravel, buiten    | Bernard Bartzen                        | Kōsei Kamo                             | 6-4, 6-0, 6-3                          |                                        |
| 1955              |                        |                        |               | Gravel, buiten    | Robert Bédard (1)                      | Henri Rochon                           | 8-6, 6-2, 6-1                          |                                        |
| 1956              |                        |                        |               | Gravel, buiten    | Noel Brown                             | Donald Fontana                         | 6-0, 2-6, 6-3, 6-3                     |                                        |
| 1957              |                        |                        |               | Gravel, buiten    | Robert Bédard (2)                      | Ramanathan Krishnan                    | 6-1, 1-6, 6-2, 6-4                     |                                        |
| 1958              |                        |                        |               | Gravel, buiten    | Robert Bédard (3)                      | Whitney Reed                           | 6-0, 6-3, 6-3                          |                                        |
| 1959              |                        |                        |               | Gravel, buiten    | Reynaldo Garrido                       | Orlando Garrido                        | 6-4, 1-6, 6-4, 6-1                     |                                        |
| 1960              |                        |                        |               | Gravel, buiten    | Ladislav Legenstein                    | Warren Woodcock                        | 6-2, 6-2, 7-5                          |                                        |
| 1961              |                        |                        |               | Gravel, buiten    | Whitney Reed (1)                       | Mike Sangster                          | 3-6, 6-0, 6-4, 6-2                     |                                        |
| 1962              |                        |                        |               | Gravel, buiten    | Juan Couder                            | Sean Frost                             | 6-3, 6-4, 6-3                          |                                        |
| 1963              |                        |                        |               | Gravel, buiten    | Whitney Reed (2)                       | Kyle Carpenter                         | 6-2, 6-4, 6-4                          |                                        |
| 1964              |                        |                        |               | Gravel, buiten    | Roy Emerson                            | Fred Stolle                            | 2-6, 4-6, 6-4, 6-3, 6-4                |                                        |
| 1965              |                        |                        |               | Gravel, buiten    | Ron Holmberg                           | Lester Sack                            | 4-6, 4-6, 6-4, 6-2, 6-2                |                                        |
| 1966              |                        |                        |               | Gravel, buiten    | Allen Fox                              | Allan Stone                            | 6-4, 6-4, 6-3                          |                                        |
| 1967              |                        |                        |               | Gravel, buiten    | Manuel Santana                         | Roy Emerson                            | 6-1, 10-8, 6-4                         |                                        |
| ↓ open tijdperk ↓ |                        |                        |               |                   |                                        |                                        |                                        |                                        |
| 1968              | Canadian Open          |                        |               | Gravel, buiten    | Ramanathan Krishnan                    | Torben Ulrich                          | 6-3, 6-0, 7-5                          |                                        |
| 09-08-1969        | Canadian Open          |                        | $ 7.500       | Gravel, buiten    | Cliff Richey                           | Earl Buchholz                          | 6-4, 5-7, 6-4, 6-0                     | details                                |
| 12-08-1970        | Rothmans Canadian Open |                        | $ 15.000      | Gravel, buiten    | Rod Laver                              | Roger Taylor                           | 6-0, 4-6, 6-3                          | details                                |
| 10-08-1971        | Rothmans Canadian Open |                        | $ 50.000      | Gravel, buiten    | John Newcombe                          | Tom Okker                              | 7-6, 3-6, 6-2, 7-6                     | details                                |
| 14-08-1972        | Rothmans Canadian Open |                        | $ 70.000      | Gravel, buiten    | Ilie Năstase                           | Andrew Pattison                        | 6-4, 6-3                               | details                                |
| 20-08-1973        | Rothmans Canadian Open |                        | $ 100.000     | Gravel, buiten    | Tom Okker                              | Manuel Orantes                         | 6-3, 6-2, 6-1                          | details                                |
| 12-08-1974        | Rothmans Canadian Open |                        | $ 130.000     | Gravel, buiten    | Guillermo Vilas (1)                    | Manuel Orantes                         | 6-4, 6-2, 6-3                          | details                                |
| 11-08-1975        | Rothmans Canadian Open |                        | $ 100.000     | Gravel, buiten    | Manuel Orantes                         | Ilie Năstase                           | 7-6, 6-0, 6-1                          | details                                |
| 17-08-1976        | Rothmans Canadian Open |                        | $ 125.000     | Gravel, buiten    | Guillermo Vilas (2)                    | Wojtek Fibak                           | 6-4, 7-6, 6-2                          | details                                |
| 16-08-1977        | Rothmans Canadian Open |                        | $ 125.000     | Gravel, buiten    | Jeff Borowiak                          | Jaime Fillol                           | 6-0, 6-1                               | details                                |
| 14-08-1978        | Rothmans Canadian Open |                        | $ 175.000     | Gravel, buiten    | Eddie Dibbs                            | José Luis Clerc                        | 5-7, 6-4, 6-1                          | details                                |
| 13-08-1979        | Rothmans Canadian Open |                        | $ 175.000     | Hardcourt, buiten | Björn Borg                             | John McEnroe                           | 6-3, 6-3                               | details                                |
| 11-08-1980        | Player's International |                        | $ 175.000     | Hardcourt, buiten | Ivan Lendl (1)                         | Björn Borg                             | 4-6, 5-4, opgave                       | details                                |
| 10-08-1981        | Player's International |                        | $ 200.000     | Hardcourt, buiten | Ivan Lendl (2)                         | Eliot Teltscher                        | 6-3, 6-2                               | details                                |
| 08-08-1983        | Player's International |                        | $ 300.000     | Hardcourt, buiten | Ivan Lendl (3)                         | Anders Järryd                          | 6-2, 6-2                               | details                                |
| 13-08-1984        | Player's International |                        | $ 300.000     | Hardcourt, buiten | John McEnroe (1)                       | Vitas Gerulaitis                       | 6-0, 6-3                               | details                                |
| 12-08-1985        | Player's International |                        | $ 300.000     | Hardcourt, buiten | John McEnroe (2)                       | Ivan Lendl                             | 7-5, 6-3                               | details                                |
| 11-08-1986        | Player's International |                        | $ 300.000     | Hardcourt, buiten | Boris Becker                           | Stefan Edberg                          | 6-4, 3-6, 6-3                          | details                                |
| 10-08-1987        | Player's International |                        | $ 300.000     | Hardcourt, buiten | Ivan Lendl (4)                         | Stefan Edberg                          | 6-4, 7-6                               | details                                |
| 08-08-1988        | Player's International |                        | $ 410.000     | Hardcourt, buiten | Ivan Lendl (5)                         | Kevin Curren                           | 7-6, 6-2                               | details                                |
| 14-08-1989        | Player's International |                        | $ 550.000     | Hardcourt, buiten | Ivan Lendl (6)                         | John McEnroe                           | 6-1, 6-3                               | details                                |
| 23-07-1990        | Canadian Open          | Championship Series SW | $ 930.000     | Hardcourt, buiten | Michael Chang                          | Jay Berger                             | 4-6, 6-3, 7-6                          | details                                |
| 22-07-1991        | Canadian Open          | Championship Series SW | $ 930.000     | Hardcourt, buiten | Andrej Tsjesnokov                      | Petr Korda                             | 3-6, 6-4, 6-3                          | details                                |
| 20-07-1992        | Canadian Open          | Championship Series SW | $ 1.025.000   | Hardcourt, buiten | Andre Agassi (1)                       | Ivan Lendl                             | 3-6, 6-2, 6-0                          | details                                |
| 26-07-1993        | Canadian Open          | Super 9                | $ 1.400.000   | Hardcourt, buiten | Mikael Pernfors                        | Todd Martin                            | 2-6, 6-2, 7-5                          | details                                |
| 25-07-1994        | Canadian Open          | Super 9                | $ 1.470.000   | Hardcourt, buiten | Andre Agassi (2)                       | Jason Stoltenberg                      | 6-4, 6-4                               | details                                |
| 24-07-1995        | Canadian Open          | Super 9                | $ 1.545.000   | Hardcourt, buiten | Andre Agassi (3)                       | Pete Sampras                           | 3-6, 6-2, 6-3                          | details                                |
| 19-08-1996        | Canadian Open          | Super 9                | $ 1.750.000   | Hardcourt, buiten | Wayne Ferreira                         | Todd Woodbridge                        | 6-2, 6-4                               | details                                |
| 28-07-1997        | Du Maurier Open        | Super 9                | $ 2.050.000   | Hardcourt, buiten | Chris Woodruff                         | Gustavo Kuerten                        | 7-5, 4-6, 6-3                          | details                                |
| 03-08-1998        | Du Maurier Open        | Super 9                | $ 2.200.000   | Hardcourt, buiten | Patrick Rafter                         | Richard Krajicek                       | 7-6, 6-4                               | details                                |
| 02-08-1999        | Du Maurier Open        | Super 9                | $ 2.200.000   | Hardcourt, buiten | Thomas Johansson                       | Jevgeni Kafelnikov                     | 1-6, 6-3, 6-3                          | details                                |
| 31-07-2000        | Du Maurier Open        | Masters Series         | $ 2.450.000   | Hardcourt, buiten | Marat Safin                            | Harel Levy                             | 6-2, 6-3                               | details                                |
| 30-07-2001        | Tennis Masters Canada  | Masters Series         | $ 2.450.000   | Hardcourt, buiten | Andrei Pavel                           | Patrick Rafter                         | 7-6, 2-6, 6-3                          | details                                |
| 29-07-2002        | Tennis Masters Canada  | Masters Series         | $ 2.450.000   | Hardcourt, buiten | Guillermo Cañas                        | Andy Roddick                           | 6-4, 7-5                               | details                                |
| 04-08-2003        | Tennis Masters Canada  | Masters Series         | $ 2.200.000   | Hardcourt, buiten | Andy Roddick                           | David Nalbandian                       | 6-1, 6-3                               | details                                |
| 26-07-2004        | Tennis Masters Canada  | Masters Series         | $ 2.564.000   | Hardcourt, buiten | Roger Federer (1)                      | Andy Roddick                           | 7-5, 6-3                               | details                                |
| 08-08-2005        | Rogers Cup             | Masters Series         | $ 2.200.000   | Hardcourt, buiten | Rafael Nadal (1)                       | Andre Agassi                           | 6-3, 4-6, 6-2                          | details                                |
| 07-08-2006        | Rogers Cup             | Masters Series         | $ 2.200.000   | Hardcourt, buiten | Roger Federer (2)                      | Richard Gasquet                        | 2-6, 6-3, 6-2                          | details                                |
| 06-08-2007        | Rogers Cup             | Masters Series         | $ 2.200.000   | Hardcourt, buiten | Novak Đoković (1)                      | Roger Federer                          | 7-6, 2-6, 7-6                          | details                                |
| 21-07-2008        | Rogers Cup             | Masters Series         | $ 2.365.000   | Hardcourt, buiten | Rafael Nadal (2)                       | Nicolas Kiefer                         | 6-3, 6-2                               | details                                |
| 16-08-2009        | Rogers Cup             | Masters 1000           | $ 2.430.000   | Hardcourt, buiten | Andy Murray (1)                        | Juan Martín del Potro                  | 6-7, 7-6, 6-1                          | details                                |
| 15-08-2010        | Rogers Cup             | Masters 1000           | $ 2.430.000   | Hardcourt, buiten | Andy Murray (2)                        | Roger Federer                          | 7-5, 7-5                               | details                                |
| 14-08-2011        | Rogers Cup             | Masters 1000           | $ 2.430.000   | Hardcourt, buiten | Novak Đoković (2)                      | Mardy Fish                             | 6-2, 3-6, 6-4                          | details                                |
| 13-08-2012        | Rogers Cup             | Masters 1000           | $ 2.648.700   | Hardcourt, buiten | Novak Đoković (3)                      | Richard Gasquet                        | 6-3, 6-2                               | details                                |
| 11-08-2013        | Coupe Rogers           | Masters 1000           | $ 2.887.085   | Hardcourt, buiten | Rafael Nadal (3)                       | Milos Raonic                           | 6-2, 6-2                               | details                                |
| 10-08-2014        | Coupe Rogers           | Masters 1000           | $ 3.146.920   | Hardcourt, buiten | Jo-Wilfried Tsonga                     | Roger Federer                          | 7-5, 7-6(3)                            | details                                |
| 16-08-2015        | Coupe Rogers           | Masters 1000           | $ 3.587.490   | Hardcourt, buiten | Andy Murray (3)                        | Novak Đoković                          | 6-4, 4-6, 6-3                          | details                                |
| 31-07-2016        | Coupe Rogers           | Masters 1000           | $ 3.587.490   | Hardcourt, buiten | Novak Đoković (4)                      | Kei Nishikori                          | 6-3, 7-5                               | details                                |
| 13-08-2017        | Coupe Rogers           | Masters 1000           | $ 5.275.595   | Hardcourt, buiten | Alexander Zverev                       | Roger Federer                          | 6-3, 6-4                               | details                                |
| 12-08-2018        | Coupe Rogers           | Masters 1000           | $ 5.315.025   | Hardcourt, buiten | Rafael Nadal (4)                       | Stéfanos Tsitsipás                     | 6-2, 7-6(4)                            | details                                |
| 11-08-2019        | Coupe Rogers           | Masters 1000           | $ 5.701.945   | Hardcourt, buiten | Rafael Nadal (5)                       | Daniil Medvedev                        | 6-3, 6-0                               | details                                |
| 16-08-2020        | Coupe Rogers           | Masters 1000           | $ 5.951.605   | Hardcourt, buiten | Geen toernooi wegens de coronapandemie | Geen toernooi wegens de coronapandemie | Geen toernooi wegens de coronapandemie | Geen toernooi wegens de coronapandemie |
| 15-08-2021        | National Bank Open     | Masters 1000           | $ 3.487.915   | Hardcourt, buiten | Daniil Medvedev                        | Reilly Opelka                          | 6-4, 6-3                               | details                                |
| 14-08-2022        | National Bank Open     | Masters 1000           | $ 5.926.545   | Hardcourt, buiten | Pablo Carreño Busta                    | Hubert Hurkacz                         | 3-6, 6-3, 6-3                          | details                                |
| 13-08-2023        | National Bank Open     | Masters 1000           | $ 6.600.000   | Hardcourt, buiten | Jannik Sinner                          | Alex de Minaur                         | 6-4, 6-1                               | details                                |
| 12-08-2024        | National Bank Open     | Masters 1000           | $ 6.795.955   | Hardcourt, buiten | Alexei Popyrin                         | Andrej Roebljov                        | 6-2, 6-4                               | details                                |

### Dubbelspelwinnaars (sinds 1924)
| Datum             | Naam                   | Categorie              | ($)           | Ondergrond        | Winnaars                                   | Verliezend finalisten                  | Uitslag                                |                                        |
| ----------------- | ---------------------- | ---------------------- | ------------- | ----------------- | ------------------------------------------ | -------------------------------------- | -------------------------------------- | -------------------------------------- |
| 1924              | Canadian Championships |                        | $0            | Gravel, buiten    | Samuel Hardy George Lott (1)               | Willard Crocker David R. Morrice       | 6–?, 6–2, 6–4                          |                                        |
| 1925              | Canadian Championships |                        | $0            | Gravel, buiten    | Willard Crocker Jack Wright                | Wallace Scott Leon Turenne             | 6–2, 6–2, 0–6, 6–2                     |                                        |
| 1926              | Canadian Championships |                        | $0            | Gravel, buiten    | Leon de Turenne John Proctor               | Howard Langlie Armand Quilman          | 6–1, 6–3, 6–1                          |                                        |
| 1927              | Canadian Championships |                        | $0            | Gravel, buiten    | Bradshaw Harrison Sherman Lockwood         | Stanley Almquist John Risso            | 4–6, 6–1, 6–4, 6–2                     |                                        |
| 1928              | Canadian Championships |                        | $0            | Gravel, buiten    | Wilmer Allison John Van Ryn                | Willard Crocker Marcel Rainville       | 6–1, 6–3, 6–1                          |                                        |
| 1929              | Canadian Championships |                        | $0            | Gravel, buiten    | Willard Crocker (2) Jack Wright (2)        | Frank Shields Donald Strachan          | 6–3, 6–4, 6–0                          |                                        |
| 1930              | Canadian Championships |                        | $0            | Gravel, buiten    | J. Gilbert Hall Fritz Mercur               | Walter Martin Gilbert Nunns            | 11–9, 6–2, 6–4                         |                                        |
| 1931              | Canadian Championships |                        | $0            | Gravel, buiten    | Marcel Rainville (1) Jack Wright (3)       | Henry Prusoff Laurason Driscoll        | 7–5, 9–7, 7–5                          |                                        |
| 1932              | Canadian Championships |                        | $0            | Gravel, buiten    | George Lott (2) Marcel Rainville (2)       | Walter Martin Gilbert Nunns            | 7–5, 6–4, 4–6, 6–1                     |                                        |
| 1933              | Canadian Championships |                        | $0            | Gravel, buiten    | Martin Kenneally John Murio                | Mel Draga Wayne Sabin                  | 6–8, 6–4, 8–10, 4–6, 6–3               |                                        |
| 1934              | Canadian Championships |                        | $0            | Gravel, buiten    | Phil Castlen Hal Surface                   | Donald Leahong Harry Dayes             | 9–11, 6–4, 6–4, 6–2                    |                                        |
| 1935              | Canadian Championships |                        | $0            | Gravel, buiten    | Worth Oswald Charles Weesner               | Ray Casey John Law                     | 10–9, 6–2, 10–12, 7–9, 9–7             |                                        |
| 1936              | Canadian Championships |                        | $0            | Gravel, buiten    | Charles Church Jack Tidball                | Verne Hughes Bob Hippenstiel           | 4–6, 4–6, 6–1, 14–12, 6–4              |                                        |
| 1937              | Canadian Championships |                        | $0            | Gravel, buiten    | David M. Jones Walter Martin               | Bob Murray Laird Watt                  | 8–6, 9–7, 1–6, 6–2                     |                                        |
| 1938              | Canadian Championships |                        | $0            | Gravel, buiten    | Wilmer Allison Frank Parker                | Bob Murray Laird Watt                  | 6–0, 6–4, 6–8, 6–3                     |                                        |
| 1939              | Canadian Championships |                        | $0            | Gravel, buiten    | Frank Froehling Jr. P. Morey Lewis         | Bill Pedlar Philip Pearson             | 6–4, 2–6, 6–4, 6–2                     |                                        |
| 1940              | Canadian Championships |                        | $0            | Gravel, buiten    | Philip Pearson Ross Wilson                 | Don McDiarmid Lewis Duff               | 11–9, 6–3, 6–3                         |                                        |
| 1941-45           | Niet gehouden          | Niet gehouden          | Niet gehouden | Niet gehouden     | Niet gehouden                              | Niet gehouden                          | Niet gehouden                          | Niet gehouden                          |
| 1946              | Canadian Championships |                        | $0            | Gravel, buiten    | Brendan Macken (1) Jim Macken              | Edgar Murphy P. Morley Lewis           | 3–6, 6–1, 6–4, 7–5                     |                                        |
| 1947              | Canadian Championships |                        | $0            | Gravel, buiten    | Jimmy Evert Jerry Evert                    | Harry Roche James Livingstone          | 6–2, 6–3, 9–7                          |                                        |
| 1948              | Canadian Championships |                        | $0            | Gravel, buiten    | Edgar Lanthier (1) Gordon McNeil (1)       | Tony Vincent Sverre Lie                | 6–2, 4–6, 3–6, 6–4, 6–4                |                                        |
| 1949              | Canadian Championships |                        | $0            | Gravel, buiten    | Edgar Lanthier (2) Gordon McNeil (2)       | Walter Stohlberg Lorne Main            | 6–1, 1–6, 6–3, 6-2                     |                                        |
| 1950              | Canadian Championships |                        | $0            | Gravel, buiten    | Robert Abdesselam Jean Ducos               | George Robinson Henry Rochon           | 6–3, 6–3, 6–3                          |                                        |
| 1951              | Canadian Championships |                        | $0            | Gravel, buiten    | Brendan Macken (2) Lorne Main (1)          | Tony Vincent Seymour Greenberg         | 6–0, 6–4, 6–1                          |                                        |
| 1952              | Canadian Championships |                        | $0            | Gravel, buiten    | Kurt Nielsen Dick Savitt                   | Art Larsen Noel Brown                  | 6–3, 6–2, 6–3                          |                                        |
| 1953              | Canadian Championships |                        | $0            | Gravel, buiten    | Rex Hartwig Mervyn Rose                    | George Worthington Tony Vincent        | 7–5, 3–6, 6–3, 6–2                     |                                        |
| 1954              | Canadian Championships |                        | $0            | Gravel, buiten    | Luis Ayala Lorne Main (2)                  | Bernard Bartzen Andy Paton Jr.         | 6–4, 6–4, 6–1                          |                                        |
| 1955              | Canadian Championships |                        | $0            | Gravel, buiten    | Robert Bédard (1) Donald Fontana (1)       | Lawrence Barclay Paul Willey           | 6–4, 8–6, 6–4                          |                                        |
| 1956              | Canadian Championships |                        | $0            | Gravel, buiten    | Earl Baumgardner Noel Brown                | Robert Bédard Donald Fontana           | 3–6, 6–3, 7–5, 6–4                     |                                        |
| 1957              | Canadian Championships |                        | $0            | Gravel, buiten    | Robert Bédard (2) Donald Fontana (2)       | Armando Vieira Carlos Fernandez        | 14–10, 6–3, 12–10                      |                                        |
| 1958              | Canadian Championships |                        | $0            | Gravel, buiten    | Bob Howe Whitney Reed (1)                  | Robert Bédard Donald Fontana           | 9–7, 7–5, 6–4                          |                                        |
| 1959              | Canadian Championships |                        | $0            | Gravel, buiten    | Robert Bédard (3) Donald Fontana (3)       | Orlando Garrido Eduardo Zuleta         | 6–3, 1–6, 6–3, 2–6, 6–1                |                                        |
| 1960              | Canadian Championships |                        | $0            | Gravel, buiten    | Ladislav Legenstein Peter Scholl           | Warren Woodcock Whitney Reed           | 6–4, 6–3, 6–4                          |                                        |
| 1961              | Canadian Championships |                        | $0            | Gravel, buiten    | Whitney Reed (2) Mike Sangster             | Robert Bédard Donald Fontana           | 7–5, 13–11, 4–6, 6–4                   |                                        |
| 1962              | Canadian Championships |                        | $0            | Gravel, buiten    | William Hoogs Jim McManus                  | Rod Mandelstam Don Russell             | 6–1, 3–6, 10–8, 6–2                    |                                        |
| 1963              | Canadian Championships |                        | $0            | Gravel, buiten    | Marcelo Lara Joaquin Loyo Mayo             | Keith Carpenter Tom Brown              | 4–6, 7–5, 3–6, 7–5, 10–8               |                                        |
| 1964              | Canadian Championships |                        | $0            | Gravel, buiten    | Roy Emerson (1) Fred Stolle                | Tony Roche John Newcombe               | 3–6, 6–2, 6–2, 6–1                     |                                        |
| 1965              | Canadian Championships |                        | $0            | Gravel, buiten    | Ron Holmberg Lester Sack                   | Robert Bédard Donald Fontana           | 6–2, 3–6, 1–6, 6–3                     |                                        |
| 1966              | Canadian Championships |                        | $0            | Gravel, buiten    | Keith Carpenter Michael Carpenter          | Robert Potthast Allan Stone            | 11–9, 4–6, 6–4, 16–14                  |                                        |
| 1967              | Canadian Championships |                        | $0            | Gravel, buiten    | Roy Emerson (2) Manuel Santana             | Torben Ulrich Jaidip Mukerjea          | 4–6, 6–2, 6–3                          |                                        |
| ↓ open tijdperk ↓ |                        |                        |               |                   |                                            |                                        |                                        |                                        |
| 09-08-1969        | Canadian Open          |                        | $ 7.500       | Gravel, buiten    | Ron Holmberg John Newcombe                 | Earl Buchholz Raymond Moore            | 6-3, 6-4                               | details                                |
| 12-08-1970        | Rothmans Canadian Open |                        | $ 15.000      | Gravel, buiten    | Bill Bowrey Marty Riessen (1)              | Cliff Drysdale Fred Stolle             | 6-3, 6-2                               | details                                |
| 10-08-1971        | Rothmans Canadian Open |                        | $ 50.000      | Gravel, buiten    | Tom Okker Marty Riessen (2)                | Arthur Ashe Dennis Ralston             | 6-3, 3-6, 6-1                          | details                                |
| 14-08-1972        | Rothmans Canadian Open |                        | $ 70.000      | Gravel, buiten    | Ilie Năstase Ion Ţiriac                    | Jan Kodeš Jan Kukal                    | 7-6, 6-3                               | details                                |
| 20-08-1973        | Rothmans Canadian Open |                        | $ 100.000     | Gravel, buiten    | Rod Laver Ken Rosewall                     | Owen Davidson John Newcombe            | 7-5, 7-6                               | details                                |
| 12-08-1974        | Rothmans Canadian Open |                        | $ 130.000     | Gravel, buiten    | Manuel Orantes Guillermo Vilas             | Jürgen Fassbender Hans-Jürgen Pohmann  | 6-4, 5-7, 7-6                          | details                                |
| 11-08-1975        | Rothmans Canadian Open |                        | $ 100.000     | Gravel, buiten    | Cliff Drysdale Raymond Moore               | Jan Kodeš Ilie Năstase                 | 6-3, 6-2                               | details                                |
| 17-08-1976        | Rothmans Canadian Open |                        | $ 125.000     | Gravel, buiten    | Bob Hewitt (1) Raúl Ramírez (1)            | Juan Gisbert Manuel Orantes            | 6-2, 6-1                               | details                                |
| 16-08-1977        | Rothmans Canadian Open |                        | $ 125.000     | Gravel, buiten    | Bob Hewitt (2) Raúl Ramírez (2)            | Fred McNair Sherwood Stewart           | 6-4, 3-6, 6-2                          | details                                |
| 14-08-1978        | Rothmans Canadian Open |                        | $ 175.000     | Gravel, buiten    | Wojtek Fibak Marty Riessen (3)             | Colin Dowdeswell Heinz Günthardt       | 6-3, 7-6                               | details                                |
| 13-08-1979        | Rothmans Canadian Open |                        | $ 175.000     | Hardcourt, buiten | Peter Fleming (1) John McEnroe (1)         | Heinz Günthardt Bob Hewitt             | 6-7, 7-6, 6-1                          | details                                |
| 11-08-1980        | Player's International |                        | $ 175.000     | Hardcourt, buiten | Bruce Manson Brian Teacher                 | Heinz Günthardt Sandy Mayer            | 6-3, 3-6, 6-4                          | details                                |
| 10-08-1981        | Player's International |                        | $ 200.000     | Hardcourt, buiten | Raúl Ramírez (3) Ferdi Taygan              | Peter Fleming John McEnroe             | 2-6, 7-6, 6-4                          | details                                |
| 09-08-1982        | Player's International |                        | $ 300.000     | Hardcourt, buiten | Steve Denton Mark Edmondson                | Peter Fleming John McEnroe             | 6-7, 7-5, 6-2                          | details                                |
| 08-08-1983        | Player's International |                        | $ 300.000     | Hardcourt, buiten | Sandy Mayer Ferdi Taygan                   | Tim Gullikson Tom Gullikson            | 6-3, 6-4                               | details                                |
| 13-08-1984        | Player's International |                        | $ 300.000     | Hardcourt, buiten | Peter Fleming (2) John McEnroe (2)         | John Fitzgerald Kim Warwick            | 6-4, 6-2                               | details                                |
| 12-08-1985        | Player's International |                        | $ 300.000     | Hardcourt, buiten | Ken Flach (1) Robert Seguso (1)            | Stefan Edberg Anders Järryd            | 5-7, 7-6, 6-3                          | details                                |
| 11-08-1986        | Player's International |                        | $ 300.000     | Hardcourt, buiten | Chip Hooper Mike Leach                     | Boris Becker Slobodan Živojinović      | 6-7, 6-3, 6-3                          | details                                |
| 10-08-1987        | Player's International |                        | $ 300.000     | Hardcourt, buiten | Pat Cash Stefan Edberg                     | Peter Doohan Laurie Warder             | 6-7, 6-3, 6-4                          | details                                |
| 08-08-1988        | Player's International |                        | $ 410.000     | Hardcourt, buiten | Ken Flach (2) Robert Seguso (2)            | Andrew Castle Tim Gullikson            | 7-6(3), 6-3                            | details                                |
| 14-08-1989        | Player's International |                        | $ 550.000     | Hardcourt, buiten | Kelly Evernden Todd Witsken (1)            | Charles Beckman Shelby Cannon          | 6-3, 6-3                               | details                                |
| 23-07-1990        | Canadian Open          | Championship Series SW | $ 930.000     | Hardcourt, buiten | Paul Annacone David Wheaton                | Broderick Dyke Peter Lundgren          | 6-1, 7-6                               | details                                |
| 22-07-1991        | Canadian Open          | Championship Series SW | $ 930.000     | Hardcourt, buiten | Patrick Galbraith (1) Todd Witsken (2)     | Grant Connell Glenn Michibata          | 6-4, 3-6, 6-1                          | details                                |
| 20-07-1992        | Canadian Open          | Championship Series SW | $ 1.025.000   | Hardcourt, buiten | Patrick Galbraith (2) Danie Visser         | Andre Agassi John McEnroe              | 6-4, 6-4                               | details                                |
| 26-07-1993        | Canadian Open          | Super 9                | $ 1.400.000   | Hardcourt, buiten | Jim Courier Mark Knowles (1)               | Glenn Michibata David Pate             | 6-4, 7-6                               | details                                |
| 25-07-1994        | Canadian Open          | Super 9                | $ 1.470.000   | Hardcourt, buiten | Byron Black Jonathan Stark                 | Patrick McEnroe Jared Palmer           | 6-4, 6-4                               | details                                |
| 24-07-1995        | Canadian Open          | Super 9                | $ 1.545.000   | Hardcourt, buiten | Jevgeni Kafelnikov Andrej Olchovski        | Brian MacPhie Sandon Stolle            | 6-2, 6-2                               | details                                |
| 19-08-1996        | Canadian Open          | Super 9                | $ 1.750.000   | Hardcourt, buiten | Patrick Galbraith (3) Paul Haarhuis        | Mark Knowles Daniel Nestor             | 7-6, 6-3                               | details                                |
| 28-07-1997        | Du Maurier Open        | Super 9                | $ 2.050.000   | Hardcourt, buiten | Mahesh Bhupathi (1) Leander Paes (1)       | Sébastien Lareau Alex O'Brien          | 7-6, 6-3                               | details                                |
| 03-08-1998        | Du Maurier Open        | Super 9                | $ 2.200.000   | Hardcourt, buiten | Martin Damm Jim Grabb                      | Ellis Ferreira Rick Leach              | 6-7, 6-2, 7-6                          | details                                |
| 02-08-1999        | Du Maurier Open        | Super 9                | $ 2.200.000   | Hardcourt, buiten | Jonas Björkman Patrick Rafter              | Byron Black Wayne Ferreira             | 7-6(5), 6-4                            | details                                |
| 31-07-2000        | Du Maurier Open        | Masters Series         | $ 2.450.000   | Hardcourt, buiten | Sébastien Lareau Daniel Nestor (1)         | Joshua Eagle Andrew Florent            | 6-3, 7-6(3)                            | details                                |
| 30-07-2001        | Tennis Masters Canada  | Masters Series         | $ 2.450.000   | Hardcourt, buiten | Jiří Novák David Rikl                      | Donald Johnson Jared Palmer            | 6-4, 3-6, 6-3                          | details                                |
| 29-07-2002        | Tennis Masters Canada  | Masters Series         | $ 2.450.000   | Hardcourt, buiten | Bob Bryan (1) Mike Bryan (1)               | Mark Knowles Daniel Nestor             | 4-6, 7-6(1), 6-3                       | details                                |
| 04-08-2003        | Tennis Masters Canada  | Masters Series         | $ 2.200.000   | Hardcourt, buiten | Mahesh Bhupathi (2) Maks Mirni             | Jonas Björkman Todd Woodbridge         | 6-3, 7-6(4)                            | details                                |
| 26-07-2004        | Tennis Masters Canada  | Masters Series         | $ 2.564.000   | Hardcourt, buiten | Mahesh Bhupathi (3) Leander Paes (2)       | Jonas Björkman Maks Mirni              | 6-4, 6-2                               | details                                |
| 08-08-2005        | Rogers Cup             | Masters Series         | $ 2.200.000   | Hardcourt, buiten | Wayne Black Kevin Ullyett                  | Jonathan Erlich Andy Ram               | 6-7(5), 6-3, 6-0                       | details                                |
| 07-08-2006        | Rogers Cup             | Masters Series         | $ 2.200.000   | Hardcourt, buiten | Bob Bryan (2) Mike Bryan (2)               | Paul Hanley Kevin Ullyett              | 6-3, 7-5                               | details                                |
| 06-08-2007        | Rogers Cup             | Masters Series         | $ 2.200.000   | Hardcourt, buiten | Mahesh Bhupathi (4) Pavel Vízner           | Paul Hanley Kevin Ullyett              | 6-4, 6-4                               | details                                |
| 21-07-2008        | Rogers Cup             | Masters Series         | $ 2.365.000   | Hardcourt, buiten | Daniel Nestor (2) Nenad Zimonjić (1)       | Bob Bryan Mike Bryan                   | 6-2, 4-6, [10-6]                       | details                                |
| 16-08-2009        | Rogers Cup             | Masters 1000           | $ 2.430.000   | Hardcourt, buiten | Mahesh Bhupathi (5) Mark Knowles (2)       | Maks Mirni Andy Ram                    | 6-4, 6-3                               | details                                |
| 15-08-2010        | Rogers Cup             | Masters 1000           | $ 2.430.000   | Hardcourt, buiten | Bob Bryan (3) Mike Bryan (3)               | Julien Benneteau Michaël Llodra        | 7-5, 6-3                               | details                                |
| 14-08-2011        | Rogers Cup             | Masters 1000           | $ 2.430.000   | Hardcourt, buiten | Michaël Llodra Nenad Zimonjić (2)          | Bob Bryan Mike Bryan                   | 6-4, 6-7(5), [10-7]                    | details                                |
| 13-08-2012        | Rogers Cup             | Masters 1000           | $ 2.648.700   | Hardcourt, buiten | Bob Bryan (4) Mike Bryan (4)               | Marcel Granollers Marc López           | 6-1, 4-6, [12-10]                      | details                                |
| 11-08-2013        | Coupe Rogers           | Masters 1000           | $ 2.887.085   | Hardcourt, buiten | Alexander Peya (1) Bruno Soares (1)        | Colin Fleming Andy Murray              | 6-4, 7-6(4)                            | details                                |
| 10-08-2014        | Coupe Rogers           | Masters 1000           | $ 3.146.920   | Hardcourt, buiten | Alexander Peya (2) Bruno Soares (2)        | Ivan Dodig Marcelo Melo                | 6-4, 6-3                               | details                                |
| 16-08-2015        | Coupe Rogers           | Masters 1000           | $ 3.587.490   | Hardcourt, buiten | Bob Bryan (5) Mike Bryan (5)               | Daniel Nestor Édouard Roger-Vasselin   | 7-6(5), 3-6, [10-6]                    | details                                |
| 31-07-2016        | Coupe Rogers           | Masters 1000           | $ 3.587.490   | Hardcourt, buiten | Ivan Dodig Marcelo Melo                    | Jamie Murray Bruno Soares              | 6-4, 6-4                               | details                                |
| 13-08-2017        | Coupe Rogers           | Masters 1000           | $ 5.275.595   | Hardcourt, buiten | Pierre-Hugues Herbert Nicolas Mahut        | Rohan Bopanna Ivan Dodig               | 6-4, 3-6, [10-6]                       | details                                |
| 12-08-2018        | Coupe Rogers           | Masters 1000           | $ 5.315.025   | Hardcourt, buiten | Henri Kontinen John Peers                  | Raven Klaasen Michael Venus            | 6-2, 6-7(7), [10-6]                    | details                                |
| 11-08-2019        | Coupe Rogers           | Masters 1000           | $ 5.701.945   | Hardcourt, buiten | Marcel Granollers (1) Horacio Zeballos (1) | Robin Haase Wesley Koolhof             | 7-5, 7-5                               | details                                |
| 16-08-2020        | Coupe Rogers           | Masters 1000           | $ 5.951.605   | Hardcourt, buiten | Geen toernooi wegens de coronapandemie     | Geen toernooi wegens de coronapandemie | Geen toernooi wegens de coronapandemie | Geen toernooi wegens de coronapandemie |
| 15-08-2021        | National Bank Open     | Masters 1000           | $ 3.487.915   | Hardcourt, buiten | Rajeev Ram Joe Salisbury                   | Nikola Mektić Mate Pavić               | 6-3, 4-6, [10-3]                       | details                                |
| 14-08-2022        | National Bank Open     | Masters 1000           | $ 5.926.545   | Hardcourt, buiten | Wesley Koolhof Neal Skupski                | Daniel Evans John Peers                | 6-2, 4-6, [10-6]                       | details                                |
| 13-08-2023        | National Bank Open     | Masters 1000           | $ 6.600.000   | Hardcourt, buiten | Marcelo Arévalo Jean-Julien Rojer          | Rajeev Ram Joe Salisbury               | 6–3, 6–1                               | details                                |
| 12-08-2024        | National Bank Open     | Masters 1000           | $ 6.795.955   | Hardcourt, buiten | Marcel Granollers (2) Horacio Zeballos (2) | Rajeev Ram Joe Salisbury               | 6–2, 7–6(4)                            | details                                |

## Statistieken

### Meeste enkelspeltitels
| Aantal titels | Speler        | Jaren                              |
| ------------- | ------------- | ---------------------------------- |
| 6             | Ivan Lendl    | 1980, 1981, 1983, 1987, 1988, 1989 |
| 5             | C.S. Hyman    | 1884, 1885, 1886, 1887, 1888       |
| 5             | Rafael Nadal  | 2005, 2008, 2013, 2018, 2019       |
| 4             | Novak Đoković | 2007, 2011, 2012, 2016             |
| 3             | Beals Wright  | 1902, 1903, 1904                   |
| 3             | J.F. Foulkes  | 1907, 1909, 1910                   |
| 3             | Jack Wright   | 1927, 1929, 1931                   |
| 3             | Robert Bédard | 1955, 1957, 1958                   |
| 3             | Andre Agassi  | 1992, 1994, 1995                   |
| 3             | Andy Murray   | 2009, 2010, 2015                   |

(Bijgewerkt t/m 2024)

### Meeste enkelspeltitels per land
| Aantal titels | Land                |
| ------------- | ------------------- |
| 52            | Verenigde Staten    |
| 29            | Canada              |
| 8             | Spanje              |
| 7             | Tsjechië            |
| 6             | Australië           |
| 4             | Servië              |
| 4             | Verenigd Koninkrijk |
| 3             | Zweden              |
| 3             | Argentinië          |
| 3             | Rusland             |
| 2             | Zwitserland         |
| 2             | Duitsland           |

(Bijgewerkt t/m 2024)

### Enkel- en dubbelspeltitel in hetzelfde jaarvanaf 1924
| Tennisser           | Jaar       |
| ------------------- | ---------- |
| George Lott         | 1924       |
| Willard Crocker     | 1925       |
| Leon de Turenne     | 1926       |
| Wilmer Allison      | 1928       |
| Jack Wright         | 1931       |
| John Murio          | 1933       |
| Jack Tidball        | 1936       |
| Frank Parker        | 1938       |
| P. Morey Lewis      | 1939       |
| Jimmy Evert         | 1947       |
| Dick Savitt         | 1952       |
| Mervyn Rose         | 1953       |
| Robert Bédard       | 1955, 1957 |
| Noel Brown          | 1956       |
| Ladislav Legenstein | 1960       |
| Whitney Reed        | 1961       |
| Roy Emerson         | 1964       |
| Ron Holmberg        | 1965       |
| Ilie Năstase        | 1972       |
| Guillermo Vilas     | 1974       |
| John McEnroe        | 1984       |

### Baansnelheid
| Court Pace Index                                     |
| ---------------------------------------------------- |
|                                                      |
| ■ Traag ■ Medium traag ■ Medium ■ Medium snel ■ Snel |

Bronnen: The Racquet Court Speed Data, Court Pace Index: Tennis court speeds Tennis Warehouse Forum, Nick Lester Twitter, @Stroppa_Del Twitter

### Toeschouwersaantallen
| Jaar | Toeschouwers | Jaar | Toeschouwers | Jaar | Toeschouwers |
| ---- | ------------ | ---- | ------------ | ---- | ------------ |
| 2004 | 160.508      | 2010 | 161.497      | 2016 | 145.696      |
| 2005 |              | 2011 | 213.760      | 2017 | 216.097      |
| 2006 | 155.290      | 2012 | 145.445      | 2018 | 150.597      |
| 2007 |              | 2013 | 200.394      | 2019 | 223.016      |
| 2008 | 151.106      | 2014 | 148.341      | 2020 |              |
| 2009 | 200.077      | 2015 |              | 2021 |              |

## Baansoorten
| Jaren       | Ondergrond               |
| ----------- | ------------------------ |
| 1881 - 1890 | Gras                     |
| 1891 - 1978 | Gravel (Har-Tru, groen)  |
| 1979 -      | Hardcourt (Deco Turf II) |